# 清水隆広
清水 隆広（しみず たかひろ、1965年2月7日 - ）は、日本のキックボクサー。正心館所属。WKA世界スーパーバンタム級、フェザー級2階級制覇。全日本キックボクシング連盟の日本フェザー級タイトルも立嶋篤史に敗れるまで王座を所持していた。
引退後、キックボクシング、新空手のジムREXJAPAN、大和田会館を設立。数多くのプロキックボクサーを育成。

## 来歴
1990年6月30日、ジャイド・セダック（Jaid Seddak：WKA世界バンタム級3位、WKA欧州バンタム級王者：フランス）との王座決定戦で12R判定勝ちし、WKA世界スーパーバンタム級王座獲得。

## 主な弟子キックボクサー
- 大月晴明（現・WPKC 世界ムエタイライト級 王者、2000年・新空手 軽量級 全日本王者）
- 山本元気（元・全日本 フェザー級 王者）
- 酒井秀信（全日本 ライト級 1位）
- 嵐田茂（全日本 フェザー級トーナメント 優勝）
- 宮田欣章（J-NETWORK フェザー級 新人王）
- DEION（1998年・新空手 重量級 全日本王者）
- 佐柳明雄（2001年・新空手 軽中量級 全日本王者）
- 橋本城典（2004年・新空手 全日本選手権 軽量級 2位）
- 明石武山（2001年・新空手 全日本選手権 軽中量級 2位）
- 中原黄太
- 諸星幸平